# Weather Report (1971)
| Recensione       | Giudizio        |
| ---------------- | --------------- |
| AllMusic         | [ 1 ]           |
| Robert Christgau | B               |
| Sputnikmusic     | 4.0 (Excellent) |

Weather Report è l'album d'esordio del gruppo omonimo pubblicato nel giugno del 1971.

## Tracce
Lato A
1. Milky Way – 2:30 (Wayne Shorter, Joe Zawinul) – Registrato il 21 febbraio 1971
2. Umbrellas – 3:24 (Miroslav Vitous, Wayne Shorter, Joe Zawinul) – Registrato il 17 marzo 1971
3. Seventh Arrow – 5:20 (Miroslav Vitous) – Registrato il 16 febbraio 1971
4. Orange Lady – 8:40 (Joe Zawinul) – Registrato il 17-18 febbraio 1971

Lato B
1. Morning Lake – 4:23 (Miroslav Vitous) – Registrato il 16 febbraio 1971
2. Waterfall – 6:18 (Joe Zawinul) – Registrato il 16 febbraio 1971
3. Tears – 3:22 (Wayne Shorter) – Registrato il 16 febbraio 1971
4. Eurydice – 5:43 (Wayne Shorter) – Registrato il 17 febbraio 1971

## Formazione
- Wayne Shorter - sassofono tenore e soprano
- Joe Zawinul - pianoforte acustico e elettrico
- Miroslav Vitous - contrabbasso e basso elettrico
- Alphonse Mouzon - batteria e voce
- Airto Moreira - percussioni

Musicisti non accreditati
- Barbara Burton - percussioni
- Don Alias - percussioni

Note aggiuntive
- Shoviza Productions, Inc. - produzione
- Registrazioni effettuate il 16, 17, 18 e 21 febbraio ed il 17 marzo 1971 al Columbia Studios di New York
- Wayne Tarnowski - ingegnere delle registrazioni
- Ed Lee - design copertina album
- Ed Freeman - fotografia copertina album
- Don DeMichael e Clive Davis - note retrocopertina album[6]

## Classifica
Album
| Anno | Classifica    | Posizione raggiunta |
| ---- | ------------- | ------------------- |
| 1971 | Billboard 200 | 191                 |